# Пялозеро (озеро, Кондопожский район)
Пя́лозеро — российское озеро в Кондопожском районе Республики Карелия.

## Общие сведения
Котловина ледникового происхождения.
Озеро овальной формы. Берега отлогие, низкие, покрыты лесом. На озере 9 островов общей площадью 0,04 км².
В озеро впадают небольшие реки Вятчель (из Вятчозера), Пяля (с притоком Лагноя) и несколько ручьёв. Вытекает река Нива.
Дно ровное, покрыто серым илом. Цвет воды тёмно-жёлтый. Сроки замерзания — конец октября, вскрытия — начало мая.
Средняя амплитуда колебаний уровня составляет 1,26 м.
Водная растительность представлена рдестом золотистым, в северной части — тростником.
В озере обитают окунь, плотва, лещ, ряпушка, щука, налим, ёрш.

## Панорама

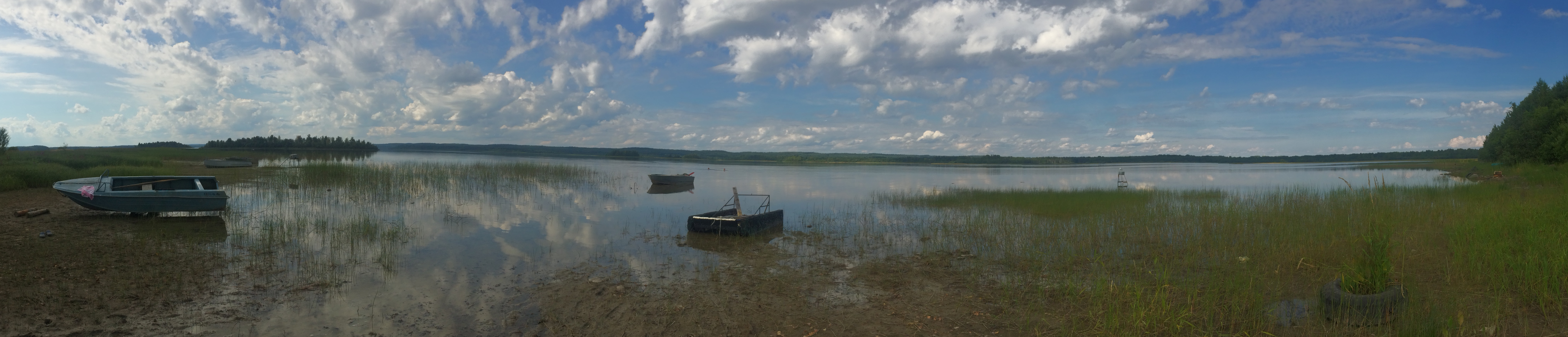
Панорама